# République du Vermont
1777–1791
Entités précédentes :
- Province de New York (colonie britannique)
- Province du New Hampshire (colonie britannique)

Entités suivantes :
- Vermont (État des États-Unis)

La république du Vermont (en anglais : Vermont Republic) est  une république indépendante nord-américaine qui exista entre 1777 et 1791. Ce terme a été utilisé par les historiens pour désigner la région qui deviendra, après son admission comme 14e État des États-Unis, l'État du Vermont. C’est l'explorateur français Samuel de Champlain qui a nommé le premier les montagnes Vertes du Vermont, Vert Mont sur sa carte en 1647 et la phrase latine Vermontis. Res. Publica (« République du Vermont ») figurait sur les pièces émises dans le Vermont au cours de ses 14 années d'indépendance.

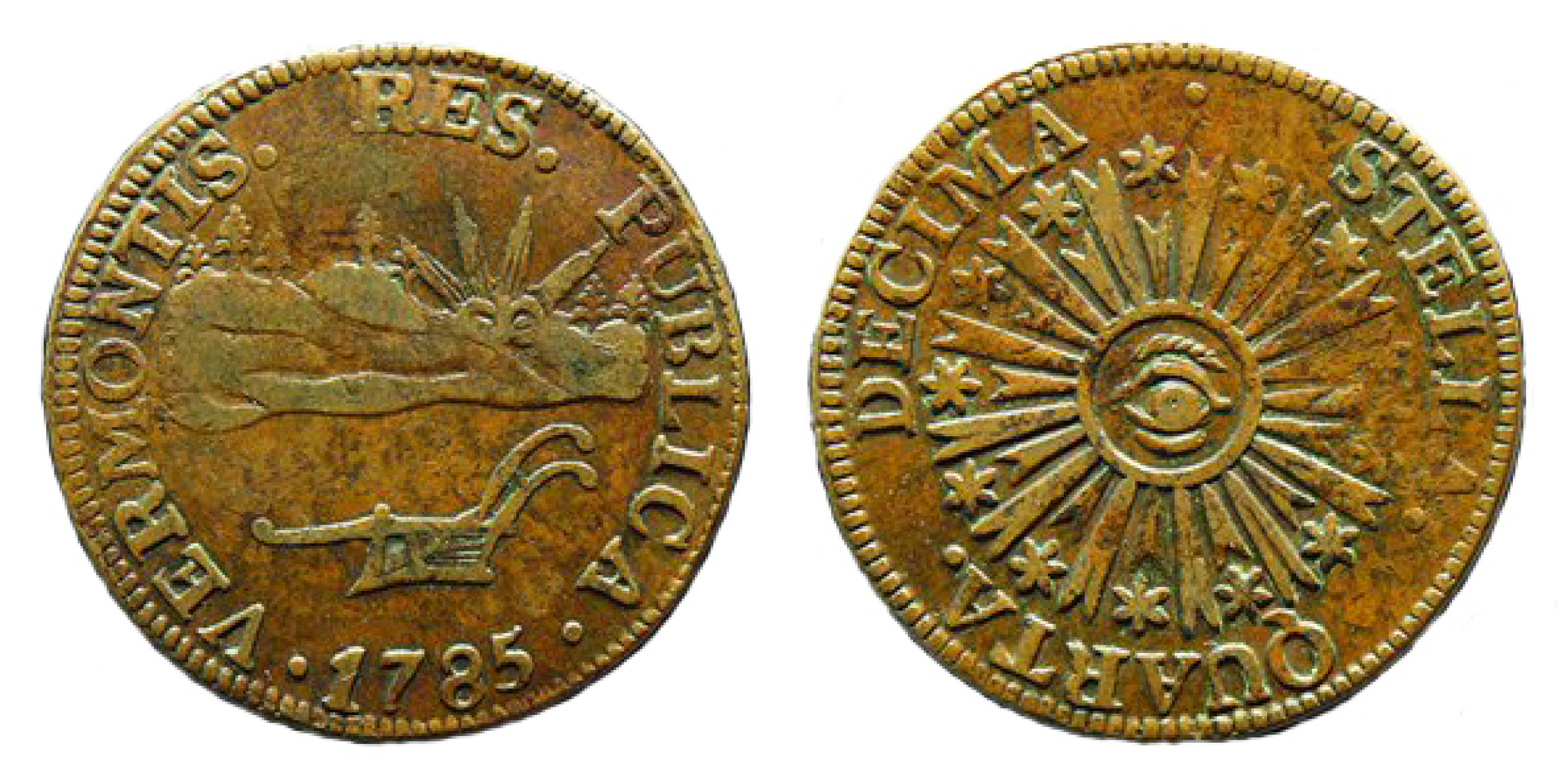
Pièce de monnaie du Vermont avec les mots VERMONTIS. RES. PUBLICA. sur le côté face, et la devise « STELLA QUARTA DECIMA » du côté pile.

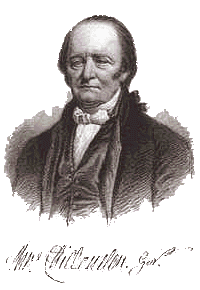
Gravure de Thomas Chittenden, premier et troisième gouverneur de la République du Vermont, et premier gouverneur de l'État du Vermont.

## Histoire
C’est Samuel de Champlain qui explora le premier la région en 1609 et qui nomma les montagnes Vertes du Vermont, Vert Mont (montagne verte) sur sa carte en 1647 (le nom sera repris plus tard par Thomas Young).
Les Français s'implantent alors dans le nord de la région, autour du lac Champlain. En 1666, ils édifient le fort Sainte-Anne, sur l'Isle La Motte. Quant aux Britanniques, ils s'établissent dans le Sud. En 1724, le fort de Brattleboro (ou fort Dummer) devient la première colonie britannique du Vermont.
Après 1724, des colons venant de New York se sont établis dans la région ; après 1749 des colons du New Hampshire vinrent à leur tour ; et après 1763, ce sont ceux du Massachusetts qui s'y installèrent. Leur rivalité s'intensifia après l'élimination des Français, lors du traité de Paris de 1763. Par conséquent, l'ouest de la région était contrôlé par la Province de New York tandis que l'est de la région était contrôlé par la Province du New Hampshire, avec un différend territorial entre ces deux provinces environnant les New Hampshire Grants et la décision du roi qui en 1764 décida que les zones disputées feraient partie de New York. Les Green Mountain Boys, mené par Ethan Allen, était une force de milice qui soutenait les revendications du New Hampshire et combattait les Britanniques durant la Révolution américaine.

### Fondation
À la suite de la controverse entre les détenteurs des New York grants et des New Hampshire grants, Ethan Allen et sa milice des « Green Mountain Boys » réprima les sympathisants britanniques. Le 15 janvier 1777, une convention de représentants des villes du territoire déclarèrent la région indépendante, et lui donnèrent le nom de « république du Nouveau Connecticut », en anglais Republic of New Connecticut (même si elle est parfois appelée familièrement « Republic of the Green Mountains », en français « république des Verts Monts »). Le 2 juin de la même année, le nom de la jeune nation fut officiellement changé en « Vermont » (du français  les Verts Monts) à la suggestion de Thomas Young, un des meneurs de la Boston Tea Party et mentor de Ethan Allen.
En raison des objections véhémentes de New York, qui avait des revendications sur le Vermont, le Congrès continental a refusé de reconnaître le Vermont, qui était alors appelé New Hampshire grants.
Les tentatives d'Ethan Allen de rejoindre la province de Québec, après son annexion à la couronne britannique, échouèrent.
Les habitants du Vermont se considéraient alors comme faisant partie de la révolution américaine et comme des Américains, même si le Congrès était dans l'impossibilité de reconnaitre l'existence du Vermont tant que l'État de New York revendiquait les terres.
Le Vermont n'envoya pas ou ne reçut pas de diplomates, mais des pièces de monnaie furent émises : les Vermont coppers à partir d'une mine de cuivre exploitée par Reuben Harmon dans l'East Rupert (1785-1788). La république émit aussi un système postal. Bien que les Vermont coppers portaient les mots « Vermontis. Res. Publica » (res publica signifiant « république » en latin), la constitution et les autres documents officiels utilisaient les termes « État du Vermont ». La Constitution désignait le chef de l'exécutif par le nom de « gouverneur ».
La république du Vermont était une « république réticente » car de nombreux citoyens étaient en faveur d'une union politique avec les États-Unis plutôt que l'indépendance. L'opinion publique et la construction juridique du gouvernement rendaient clair que l'État indépendant du Vermont finirait par rejoindre les treize colonies. Le plus grand obstacle à ce que le Vermont rejoigne celles-ci était les revendications territoriales de New York au Vermont. Alors que le Congrès continental n'autorisait pas de siège au Vermont, William Samuel Johnson, représentant du Connecticut, a été engagé par le Vermont pour promouvoir ses intérêts,.
Les membres de la Convention de 1787 considéraient que le Vermont n'était pas encore séparé de New York, cependant les notes de Madison durant cette convention indiquent clairement qu'il y avait un accord de New York pour permettre l'admission du Vermont dans l'Union, il s'agissait juste d'une question de procédure, laquelle fut retardée par des questions plus larges du gouvernement fédéral. L'article 4, section 3 de la Constitution des États-Unis concernant les nouveaux États et de la propriété du gouvernement fédéral, a été conçu avec l'admission du Vermont à l'esprit.
Le poème de John Greenleaf Whittier, The Song of the Vermonters, 1779 décrit cette période. D'abord publié anonymement, les similitudes de la dernière stance avec certaines proses d'Ethan Allen fit que le texte lui fut attribué pendant près de 60 ans. Cette dernière stance est :
« Come York or come Hampshire, come traitors or knaves,
If ye rule o'er our land ye shall rule o'er our graves;
Our vow is recorded–our banner unfurled,
In the name of Vermont we defy all the world! »

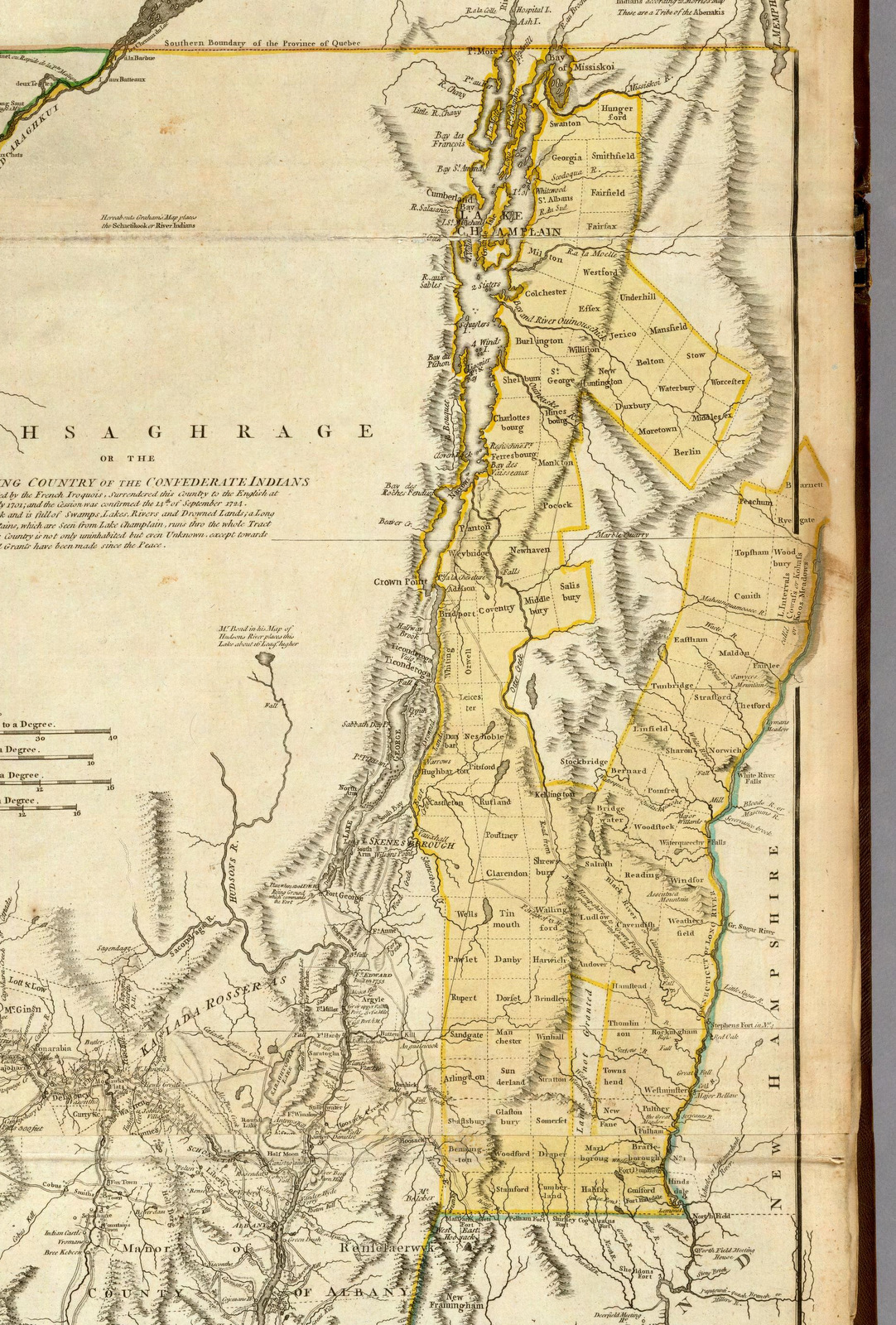
Les New Hampshire Grants inclus dans la Province du New Hampshire.

### Union
Le statut indépendant du Vermont se maintint jusqu'en 1791, quand le Vermont rejoignit l'Union notamment en tant que contrepartie abolitionniste au Kentucky pro-esclavagisme, qui rejoignit l'Union peu après le Vermont. L'admission du Vermont était soutenue par le Nord, les petits États et les États préoccupés par l'impact des sea-to-sea grants détenu par d'autres États. Thomas Chittenden était alors gouverneur et devint le premier gouverneur du Vermont en tant qu'État membre des États-Unis.
La Constitution du Vermont de 1793 n'apporta que peu de changement à la Constitution de l'État du Vermont de 1777. Elle conserva beaucoup de ses idées originales et conserva la séparation des pouvoirs. Elle est restée en vigueur avec plusieurs amendements.

## Constitution et gouvernement

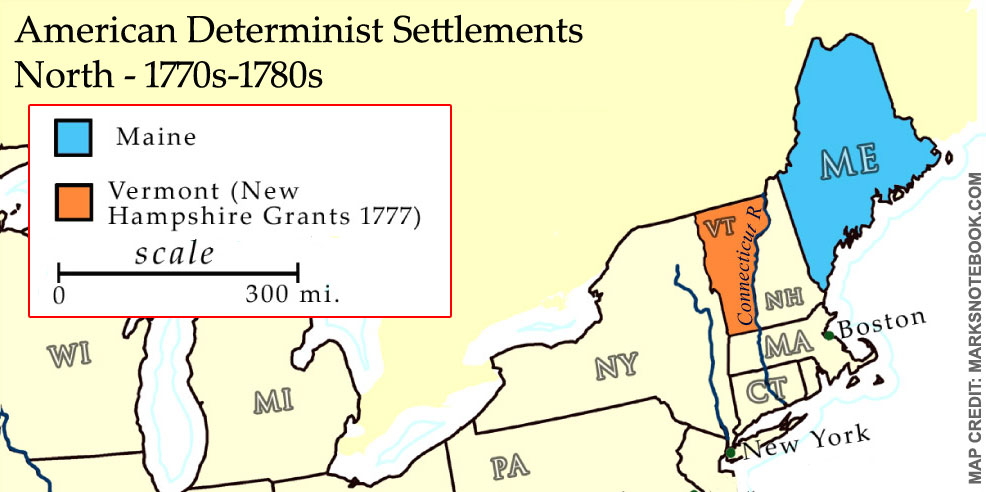
La région des New Hampshire Grants présenta une pétition au Congrès pour entrer dans l'Union américaine en tant qu'État indépendant de celui de New York en 1776. Seize ans plus tard, il fut admis en tant qu'État du Vermont.

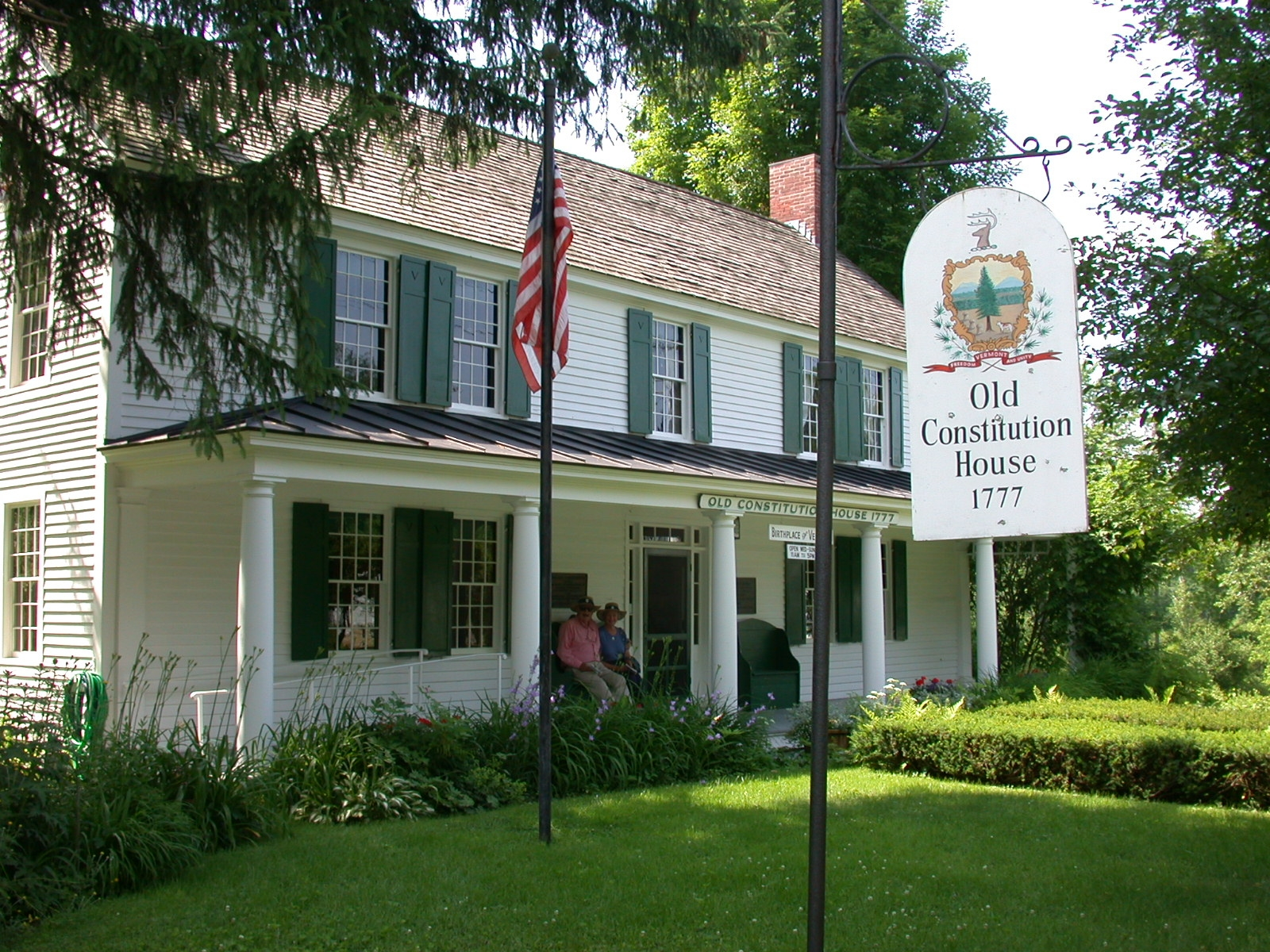
La Old Constitution House à Windsor (Vermont), ou la Constitution de 1777 fut signée, est considérée comme le lieu de naissance du Vermont.

La Constitution du Vermont a été rédigée et ratifiée à la Windsor Tavern à Elijah West en 1777, et a été la première constitution écrite pour un État indépendant en Amérique du Nord. Les colons qui, dans le Vermont, recherchaient l'indépendance vis-à-vis de New York, ont justifié leur constitution sur la même base que les premières constitutions des anciennes colonies : l'autorité émane du peuple. Comme le note l'historien Christian Fritz dans American Sovereigns: The People and America’s Constitutional Tradition before the Civil War :

« Ils se considéraient comme une région distincte en dehors de la juridiction légitime de New York. Posséder une population identifiable ou « un peuple » leur donnait droit aux mêmes droits constitutionnels d’autonomie gouvernementale que les autres « peuples » de la confédération américaine.(They saw themselves as a distinct region outside the legitimate jurisdiction of New York. Possessing an identifiable population or “a people” entitled them to the same constitutional rights of self-government as other ‘Peoples” in the American confederacy.) »

— Christian G. Fritz, American Sovereigns: The People and America’s Constitutional Tradition Before the Civil War
En plus de créer un nouveau gouvernement pour les treize colonies d'origine, les revendications pour l'indépendance du Vermont ont soulevé la question de la création du gouvernements des États. Dans le même temps, comme ils ont lutté pour l'indépendance de la Grande-Bretagne, les Américains ont dû chercher à savoir  comment cette création devait avoir lieu et qui constitue « le peuple ».
La constitution du Vermont a été modelée d'après la constitution radicalement démocratique de la Pennsylvanie à la suggestion du Dr Young, qui a travaillé avec Thomas Paine et d'autres sur ce document de 1776 à Philadelphie. Il s'agissait aussi de la première constitution du Nouveau Monde à interdire l'esclavage et à accorder à tous les hommes adultes le droit de vote, indépendamment de la propriété.
Pendant le temps d'existence de la république du Vermont, le gouvernement a émis sa propre monnaie et devise. Il a aussi exploité un service postal. Le gouverneur du Vermont, Thomas Chittenden, avec le consentement de son conseil et l'Assemblée générale monocamérale, nomma des commissaires auprès du gouvernement américain siégeant à Philadelphie.
Bien que le Vermont ait déclaré son indépendance en 1777, il ne fut admis au sein des États-Unis avant 1791, en partie en raison d'un différend frontalier. Le Vermont a finalement accepté de payer 30 000 dollars espagnols pour régler les revendications restantes de New York sur le territoire. En attendant, après qu'un régiment britannique et une alliance des indiens Mohawk aient attaqué et terrorisé les colons du Vermont dans un incident connu sous le nom de Royalton Raid, un groupe de politiciens vermontais, dirigé par Ethan Allen, a participé à des discussions secrètes avec Frederick Haldimand, le gouverneur général de la province de Québec, pour rejoindre l'Empire britannique. Les discussions ont permis avec la signature du traité de Paris (1783) de conclure la guerre d'Indépendance.

### Symbolisme du nombre «quatorze»
Une grande partie de la symbolique associée à cette période dans le Vermont exprimait le désir d'une union politique avec les États-Unis. Les pièces de monnaie frappées par le Vermont en 1785 et 1786 portaient l'inscription « Stella quarta decima » (en français en « la quatorzième étoile »), vraisemblablement le quatorzième État après les treize premiers États américains originaux. Le Grand Sceau du Vermont, conçu par Ira Allen, présente comme caractéristique centrale un pin de quatorze branches. L'utilisation du nombre quatorze par les premiers Vermontais peut sembler provenir du nombre actuel de comtés (14), mais avant qu'il ne devienne un État des États-Unis, le Vermont en avait seulement dix. Par coïncidence, la république du Vermont n'a existé que quatorze ans.